# Figarova svatba
Figarova svatba (ital. Le nozze di Figaro) je komična opera v štirih dejanjih Wolfganga Amadeusa Mozarta. Libreto je spisal Lorenzo da Ponte po Beaumarchaisovi istoimenski komediji. Besedilo se večinoma drži izvirnika, vendar je libretist iz njega črtal vse, kar bi lahko motilo dunajsko cenzuro, kjer je bila Beaumarchaisova Figarova svatba prepovedana. Opero sta libretist in skladatelj ustvarila v samo šestih tednih.
Figarova svatba je drugi del in nadaljevanje šest let starejšega Beaumarchaisovega Seviljskega brivca. Brivec je bil prvič uprizorjen leta 1775, Figaro pa leta 1781. Kot Mozartova opera je krstno predstavo doživel 1. maja 1786 na Dunaju pod skladateljevo taktirko. Poznan odlomek iz opere je uvertura, ki jo pogosto izvajajo kot koncertno skladbo.
Na slovenskih opernih odrih je bila opera velikokrat izvedena.

## Osebe
- Grof Almaviva - bariton
- Rozina, njegova soproga - sopran
- Suzana, njena sobarica - sopran
- Figaro, grofov sluga - bas
- Kerubin, paž - sopran
- Marcelina - sopran
- Bazilio - tenor
- Don Curzio, sodnik - tenor
- Bartolo, zdravnik - bas
- Antonio, vrtnar - bas
- Barbka, njegova hči - sopran
- ljudstvo.

## Vsebina

### Prvo dejanje
Grajska soba.
Figaro in njegova zaročenka Suzana se pripravljata na poroko. Figaro meri sobo, če bo dovolj velika za poročno posteljo, kajti njegov grof in gospodar mu jo je določil za stanovanje, da bi bila njegova nevesta, ki jo že nekaj časa zalezuje, vedno v bližini. Zato je Figaru potrebna previdnost. Suzana mu pove, da pri njej za grofa navija celo učitelj glasbe, don Basilio. Suzana gre, Figaro pa o vsej zadevi še nekaj časa premišljuje in kuje razne načrte, nakar tudi sam odide. Zdravnik Bartolo in ključarka gradu, njegova stara gospodinja Marcellina, vstopita, da bi uveljavila pogodbo, s katero se je Figaro zavezal vzeti jo za ženo, če bi ji ne mogel vrniti izposojene visoke vsote denarja. Marcellina trdno upa, da bo Figaro prej ali slej postal njen soprog, ker ve, da je v njegovo zaročenko zaljubljen sam grof in bo že zato podprl ugovor zoper Figarovo poroko s Suzano. Tudi Bartolu je mnogo na tem, da bi se rešil Marcelline in jo obesil Figaru na vrat, že iz maščevanja, ker mu je svojčas odvedel varovanko Rozino, današnjo grofico. Bartolo odide. Suzana vstopi in se sreča z Marcellino. Po kratkem prerekanju se Marcellina odstrani. Sedaj pride paž Kerubin in potoži Suzani, da ga je prejšnji večer zalotil grof pri vrtnarjevi hčerki Barbari, ter ga zato odpustil. Če se grofica ne bo zavzela zanj, bo moral oditi. Medtem se od zunaj zaslišijo koraki. Kerubin se brž skrije in tako sliši, kako grof dvori Suzani. Zvečer jo vabi na sestanek na vrtu. Zunaj se sliši Basilijev glas. Grof se naglo skrije. Suzana pa pokrije Kerubina z dominom, da bi ga grof ne opazil. Basilio vstopi, vpraša po grofu, nato pa ji začne zopet prigovarjati in pripovedovati o grofovi veliki naklonjenosti, pa tudi o Kerubinovem ljubimkanju z grofico. Tedaj vstopi grof iz svojega skrivališča in zahteva takojšnjega pojasnila. V svoje veliko presenečenje odkrije še Kerubina in zahteva tudi od njega pojasnilo, kako je prišel sem. Suzana vse razloži, toda grofu ni vseeno, da je bil paž priča, kar se je zgodilo med Suzano in njim. Zasliševanje prekinejo kmetje in kmetice, ki jih je privedel Figaro, da bi se grofu zahvalili za ukinitev »pravice prve noči«, ki nikakor ni v skladu z resnično ljubeznijo. Prva bosta deležna te dobrote Figaro in Suzana. Navzoči veselo vzklikajo grofu, nato kmetje odidejo. Pažu je oproščeno, da bi se pa iznebil tekmeca, mu grof podeli častniški čin v svojem regimentu, a pod pogojem, da takoj odide. Figaro mu čestita in mu da nekaj dobrih nasvetov.

### Drugo dejanje
Grofičina sobana.
Grofica si ponovno želi moževe ljubezni. S Figarom in Suzano se domeni o načrtu, da bi spravil v zadrego grofa in ga tako prisilili k popustljivosti zaradi ženitnega dovoljenja. Figarov načrt se začenja s pismom, ki ga je po Basiliju poslal grofu in v katerem je sporočilo, da ima baje grofica sestanek na vrtu s svojim ljubimcem. Tudi Suzana mora sodelovati v tej igri; Figaro ji naroči, naj pove grofu, da ga bo zvečer pričakovala na vrtu, namesto nje pa bodo poslali tja v žensko preoblečenega Kerubina. Ko Figaro odide, vstopi Kerubin. Ko mu Suzana hoče pomeriti obleko, potrka grof. Kerubin zbeži v kabinet, Suzana pa se skrije za zaveso. Grofica odklene, grof vstopi. Iz sobe se zasliši ropot, Kerubin je prekucnil stol. Zaradi pisma še bolj ljubosumen kot sicer, zato grof zahteva, da mu grofica odklene vrata, kjer je skrit Kerubin. Ker se grofica brani, gre grof po orodje, da bi jih s silo odprl. S seboj vzame grofico, da ne bi medtem izpustila domnevnega ljubimca. Kerubin izkoristi priložnost, skoči skozi okno na vrt, Suzana pa se skrije v kabinet na njegovo mesto. Ko se grof in grofica vrneta, mu ona prizna, da je v sobi skrit Kerubin. Grof naglo odpre vrata, a na veliko presenečenje obeh stopi iz sobe Suzana. Grofica je v strahu, da bo sedaj prišlo vse na dan, Suzana pa ji šepne, da je Kerubin ušel skozi okno. Grofovo sumničenje je bilo brez podlage, zato se grofici opraviči. Ko se zakonca pobotata, izve grof, da mu je pisemce poslal Figaro, ki kot nalašč tedaj vstopi, da bi Suzano in gospodo odvedel k predporočnem slavju. Ko prosi grofa za dovoljenje, vstopi nekoliko vinjeni vrtnar Antonio in sporoči, da je nekdo skočil skozi okno na vrt in razbil nekaj cvetličnih lončkov. Grofica in Suzana sta v zadregi, grof je razburjen, Figaro pa priseben. Dogajanje reši tako, da prevzame vso krivdo nase. Grof ga še ostro okara in zasliši zaradi pisma in vse kaže, da se bo spor umiril.
Marcellina, Bartolo in Basilio pa zatem vstopijo z zahtevo, da se uveljavi pravica in poročna obljuba. Grofu pride to prav, kajti zopet se mu ponuja priložnost in izgovor, da odbije dovoljenje za poroko.

### Tretje dejanje
Slavnostna dvorana. 
Grof premišljuje o vsem, kar se je zgodilo, ko vstopi Suzana z naročilom od grofice, naj ji prinese dišavno stekleničico. S Figarom je skovala nov načrt: grofu bo hlinila zaljubljenost in ga pripravila, da jo povabi na sestanek. Grof je očaran, a kljub temu sluti, da mu nastavljajo past. K grofu pridejo sodnik Don Curzio, Marcellina in Bartolo. Sodnik razsodi, da mora Figaro poravnati svoj dolg, sicer pa naj se poroči z Marcellino. Figaro se brani z izgovorom, da je plemenitaš in da se brez privoljenja staršev ne sme poročiti. Sodnik zato zahteva dokumente. Figaro pokaže znamenje na roki. Izkaže se, da je Figaro Marcellinin in Bartolov sin. Komaj se presrečni starši objemajo z izgubljenim sinom, prihiti Suzana z odkupnino ter zaloti svojega Figara v Marcellinem objemu. Figaro ji hoče vse razložiti, a razkačena Suzana ga udari. Končno ji Marcellina vse pove in vsi štirje presrečni odidejo, za njimi pa tudi grof in sodnik. Kerubin in Barbaro si izmenjata nekaj poljubov, vendar ju kmalu zmoti grofica. Ko pride še Suzana, ji grofica narekuje pismo grofu za sestanek. Pismo zapne z iglo, namesto da bi ga zapečatila. Med naslednjo predporočno slovestnostjo Suzana grofu skrivoma stisne v roko pismo. Figaro je to opazil, zato ga zopet prevzame veliko ljubosumje.

### Četrto dejanje
Grajski vrt ponoči.
Barbara je vsa v skrbeh, ker je izgubila iglo, ki jo je grof poslal nazaj Suzani. Marcellina in Figaro srečata Barbaro, ki jima potoži
svojo zadrego. Na ta način je Figaro izvedel vse in sedaj domneva, da ga Suzana v resnici vara z grofom. Figaro izroči Barbki drugo
iglo, nato odide ves besen; Marcellina ga zaman skuša potolažiti. V vrtu se tako znajdejo Barbara, Figaro, Bartolo, Basilio in nekaj najetih delavcev. Don Bartolo je začuden, čemu služijo vse priprave, Figaro pa mu odgovori, da je vse samo grofu na čast. Vse odslovi z naročilom, da počakajo v bližini. Figaro je zelo ljubosumen. Skrije se v ozadje, od koder hoče opazovati dogajanje. Grofica pride preoblečena v Suzano, Kerubin se ji približa in jo hoče, misleč da je Suzana, poljubiti. V tem ga zasači grof in mu nameri zaušnico, a jo ujame namesto Kerubina Figaro, ki pravkar iz radovednosti pristopi. Sedaj pa se približa še Suzana, preoblečena v grofico. Razočarani Figaro ji začne dvoriti, da bi se svoji nezvesti maščeval. Dozdevna grofica se razkrije in nezvestega Figara oklofuta. Kmalu pa se pobotata in dogovorno nadaljujeta komedijo, da bi osramotila grofa. Grof sliši Figarovo dvorjenje dozdevni grofici, prikliče v jezi in zaradi ljubosumnosti ljudi za priče nezvestobi svoje žene. Toda na veliko presenečenje in začudenje vseh Figaro ni dvoril grofici, temveč svoji Suzani. Sedaj nastopi še grofica in grof stoji pred njo osramočen. Prositi mora odpuščanja, Figaro pa dobi dovoljenje za poroko s Suzano, ne da bi mu bilo treba odstopiti pravico prve noči. 

## Glasbeni primer
- Uvertura k operi